# André Gayot

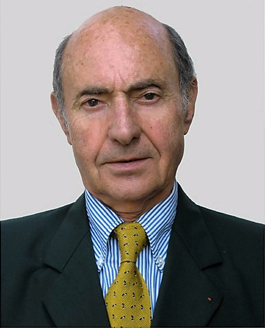
André Gayot

André Emile Jean Gayot (* 3. Oktober 1929 in Muaskar, Algerien; † 5. Oktober 2019 in Paris, Frankreich) war ein französischstämmiger Gastronomiekritiker, der in den USA den „Gayot Guides“ herausbrachte.

## Leben
Um 1972 prägte er mit seinen Freunden Henri Gault (1929–2000) und Christian Millau (1928–2017) den Begriff der Nouvelle Cuisine. 1981 begann er in den USA mit der Veröffentlichung einer Reihe von Reiseführern als „Gayot Guides“, wo Restaurants auf einer 20-Punkte-Skala bewertet werden. Sein Sohn Alain und seine Tochter Sophie arbeiten ebenfalls für den Guide.

## Gayot Guide
Die Gayot Guide konzentriert sich auf die Top 40 Restaurants. Er wird als Alternative zum Guide Michelin gesehen, der für fragwürdige Einschätzungen von Restaurants in New York City kritisiert wurde. Einrichtung, Service, Ambiente und Weinkarte werden in jedem Beitrag kommentiert, haben aber keinen Einfluss die Gesamtnote des Restaurants. Jedes Jahr veröffentlicht Gayot seine Liste der Top 40 Restaurants in den USA, ein Leitfaden für die landesweit besten Restaurants.
2002 kam die Website gayot.com hinzu, wo sich über 20.000 Bewertungen für Restaurants und Hotels finden.

## Auszeichnungen
- 2005 Offizier der Ehrenlegion für André Gayot[5] (Frankreichs höchste zivile Auszeichnung)